# Avoda sara
ʿAvoda sara (hebräisch עֲבוֹדָה זָרָה ‚fremder Dienst‘, Götzendienst) ist der achte Traktat in der Mischna in der Ordnung Nesiqin (Schädigungen). Er hat eine Tosefta sowie eine Gemara in beiden Talmudim.

## Inhalt
Der Traktat ʿAvoda sara regelt den Umgang von Juden mit Nichtjuden. Das Augenmerk liegt hierbei auf der Vermeidung von Handlungen, die als „Götzendienst“ gedeutet werden könnten. Da Juden in der Antike auch in Eretz-Jisraʾel in einer mehrheitlich heidnischen Umwelt lebten, betrafen solche Regelungen alle Bereiche des täglichen Lebens. Über den Grad der notwendigen Absonderung gab es unter den verschiedenen Schulen durchaus unterschiedliche Meinungen. Eine berühmte Geschichte dazu findet sich im Traktat:

„Es fragte Proklos ben Philosophos Rabban Gamliel in Akko, als jener im Bad der Aphrodite badete. Er sagte zu ihm: Es steht in eurer Tora geschrieben: Es soll an deiner Hand nichts vom Gebannten haften (Dtn 13,18). Warum badest du im Bad der Aphrodite? Er sagte zu ihm: Man antwortet nicht im Bad der Aphrodite. Und als er herausging, sagte er zu ihm: Ich kam nicht in ihren Bereich, sie kam in meinen Bereich. Man sagt nicht: Laßt uns ein Bad für Aphrodite machen, sondern sie, Aphrodite, ist zur Zierde für das Bad gemacht. Eine andere Sache: Wenn man dir viel Geld gäbe, trätest du in dein Götzenhaus nach einer nächtlichen Ejakulation und würdest vor ihr urinieren? Jene aber steht am Ausguss des Pissoirs und alles Volk uriniert vor ihr! Die Rede ist lediglich von „ihren Göttern“ - etwas, demgegenüber man sich verhält wie gegenüber etwas Göttlichem, ist verboten. Etwas, demgegenüber man sich nicht verhält wie gegenüber etwas Göttlichem, ist erlaubt.“

Im Einzelnen werden folgende Fragen behandelt:
- Kapitel I und II besprechen den Umgang mit heidnischen Festen, welche Waren zum Handel mit Nichtjuden geeignet sind sowie welche Waren nichtjüdischer Herkunft zur Nutznießung bzw. zum Verzehr geeignet sind. An öffentlichen Festen werden die Kalenden, die Saturnalien, die Machtübernahme[3] und der Geburtstag des Kaisers erwähnt. Daneben werden verschiedene private Feierlichkeiten genannt.
- Kapitel III und der erste Teil von IV beschäftigen sich mit potentiellen Götzenbildern und anderen heidnischen Kultgegenständen. Da die Durchdringung des Landes mit nichtjüdischen Kulten sehr weitgehend war, ist die Tendenz der Mischna hier sehr großzügig im Sinne des obigen Zitats: Was als Götzenbild gilt, bleibt eine Frage der Interpretation.
- Die zweite Hälfte von Kapitel IV sowie Kapitel V befassen sich mit Bestimmungen zum Wein. Er unterliegt besonderen Reinheitsbestimmungen bzw. Vorsichtsmaßnahmen, da er potentiell als Libationsopfer genutzt werden könnte.

## Funktion des Begriffs

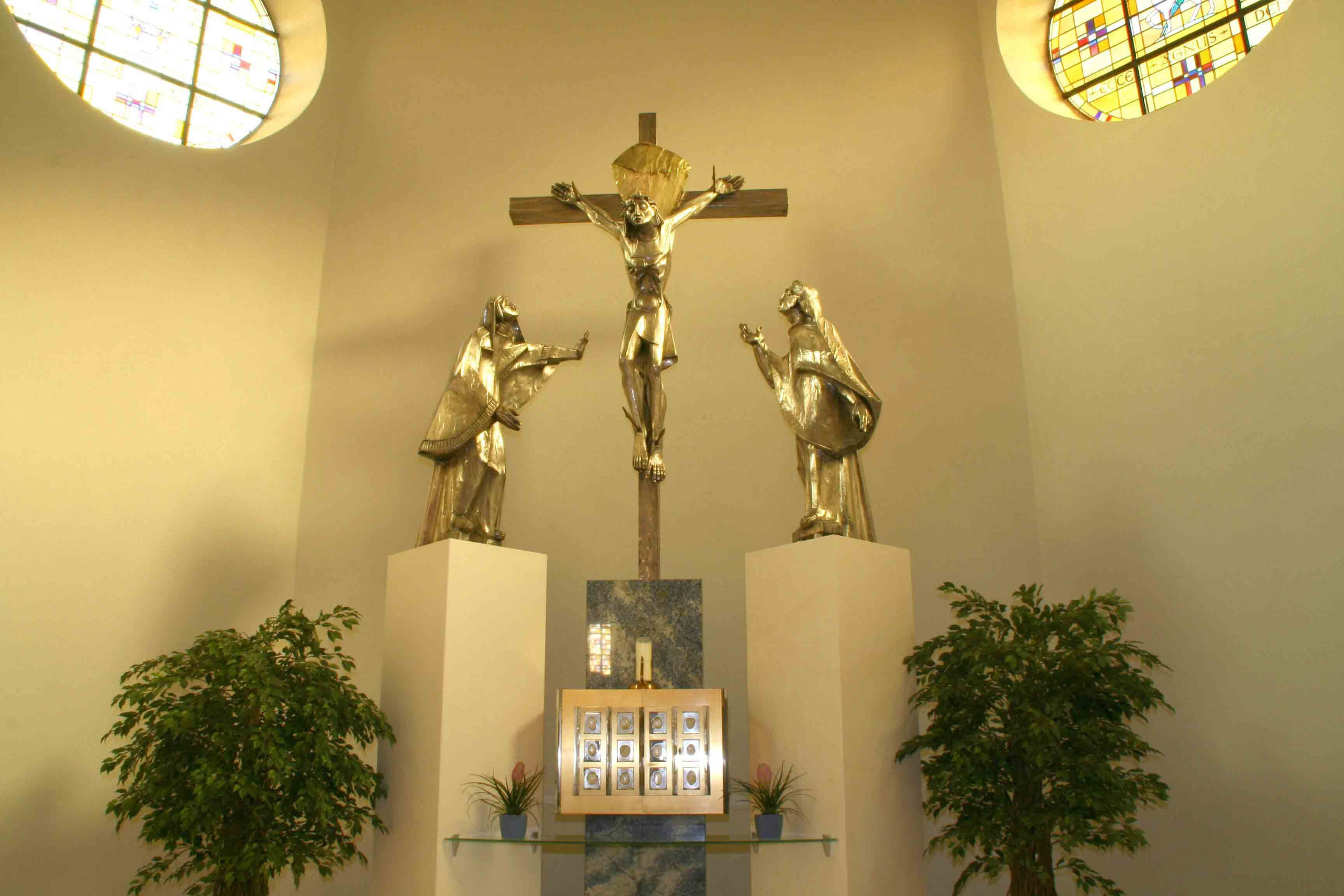
Eine goldene Abbildung des angebeteten Leib Christi am Kreuz in der Mitte – im Judentum als „ʿAvoda sara“ bezeichnet; Sainte-Madeleine Kirche, Lamadelaine, Luxembourg.

Der hebräische Begriff ʿAvoda sara bedeutet „Götzendienst“, wörtlich „fremder Dienst“ oder „falscher Dienst“. Der Kern heidenchristlicher Glaubenstraditionen, die Lehre von der Menschwerdung Gottes, stellt im Judentum eine Verletzung der zehn Gebote dar. Der christliche Glaube an die Menschwerdung Gottes wird klar als ʿAvoda sara verurteilt und als unvereinbar mit dem Judentum betrachtet. Ebenso werden Götterdarstellungen und christliche Abbildungen bzw. Statuen von Gott, Jesus, Maria, den Heiligen und dem heiligen Geist sowie Kruzifixe und Ikonen als Verletzung der zehn Gebote und als ʿAvoda sara verurteilt. Unter den Poskim ist allerdings umstritten, ob die Christen als Götzenanbeter einzustufen sind, da die Annahme besteht, dass Nichtjuden nur dann als Götzenanbeter gelten, wenn sie die Existenz Gottes vollkommen ablehnen.